# Triodon macropterus
Triodon macropterus is een straalvinnige vissensoort uit de familie van drietandvissen (Triodontidae). De wetenschappelijke naam van de soort is voor het eerst geldig gepubliceerd in 1831 door Lesson.